# أصلي بكير أوغلي
أصلي بكير أوغلي (بالتركية: Aslı Bekiroğlu)‏ (مواليد 16 نوفمبر 1995) هي ممثلة تركية بدأت مشوارها الفني عام 2013.

## وصلات خارجية
- أصلي بكير أوغلي على موقع IMDb (الإنجليزية)
- أصلي بكير أوغلي على موقع قاعدة بيانات الفيلم (الإنجليزية)